# Giuseppe Sabbatini
Giuseppe Sabbatini (Roma, 11 de mayo de 1957) es un tenor lírico, director de orquesta y contrabajista italiano.

## Carrera
Su repertorio operístico incluye obras como Idomeneo, Don Giovanni, Linda di Chamounix, Anna Bolena, Dom Sébastien, La Traviata, Rigoletto y La Bohème, entre muchas otras. Ha cantado en los principales teatros de ópera del mundo, como La Scala (su sede habitual), la Staatsoper de Viena, la Royal Opera House, entre otros. Sabbatini hizo su debut en Estados Unidos en febrero de 2001, en la Metropolitan Opera de Nueva York, cantando el papel principal de tenor en Manon de Massenet.
Giuseppe Sabbatini ha ganado varios concursos de voz nacionales e internacionales, como el Premio Jussi Björling en 1987, el Premio Caruso y el Premio Lauri Volpi en 1990, el Premio Abbiati de Interpretación Vocal en 1991 y el Premio Tito Schipa en 1996.